# Messier 50
Messier 50 (M50) även känd som NGC 2323, är en öppen stjärnhop i stjärnbilden Enhörningen. Stjärnhopen upptäcktes möjligen av Giovanni Domenico Cassini före 1711 och upptäcktes 1772 oberoende av Charles Messier. Den beskrivs ibland som en "hjärtformad" figur eller en trubbig pilspets.

## Egenskaper
Messier 50 befinner sig omkring 3 200 ljusår bort från jorden och är nära men inte säkert gravitationsbunden till Canis Major OB1-förening. Den har en kärnradie på 5,9 ljusår och har en fysisk bredd över 17,8 ljusår. I stjärnhopen ingår 508 bekräftade och 109 troliga stjärnor - deras kombinerade massa är mer än 285 solmassor, den genomsnittliga stjärntätheten skulle således vara 1,3 stjärnor per kubikparsek. Den är omkring 140 miljoner år gammal, med två vita dvärgar med stor massa och två kemiskt speciella stjärnor.

## Galleri

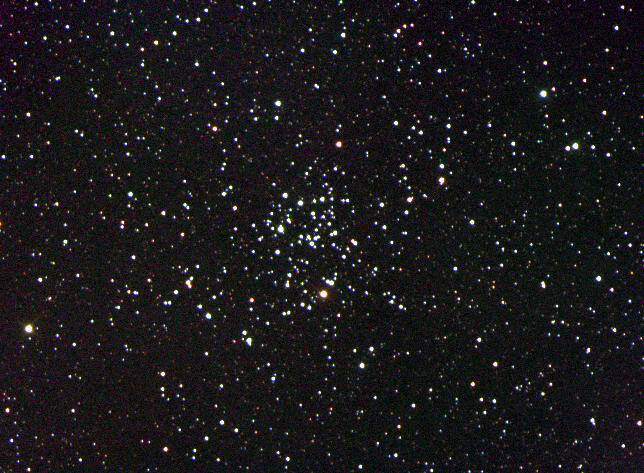
Messier 50
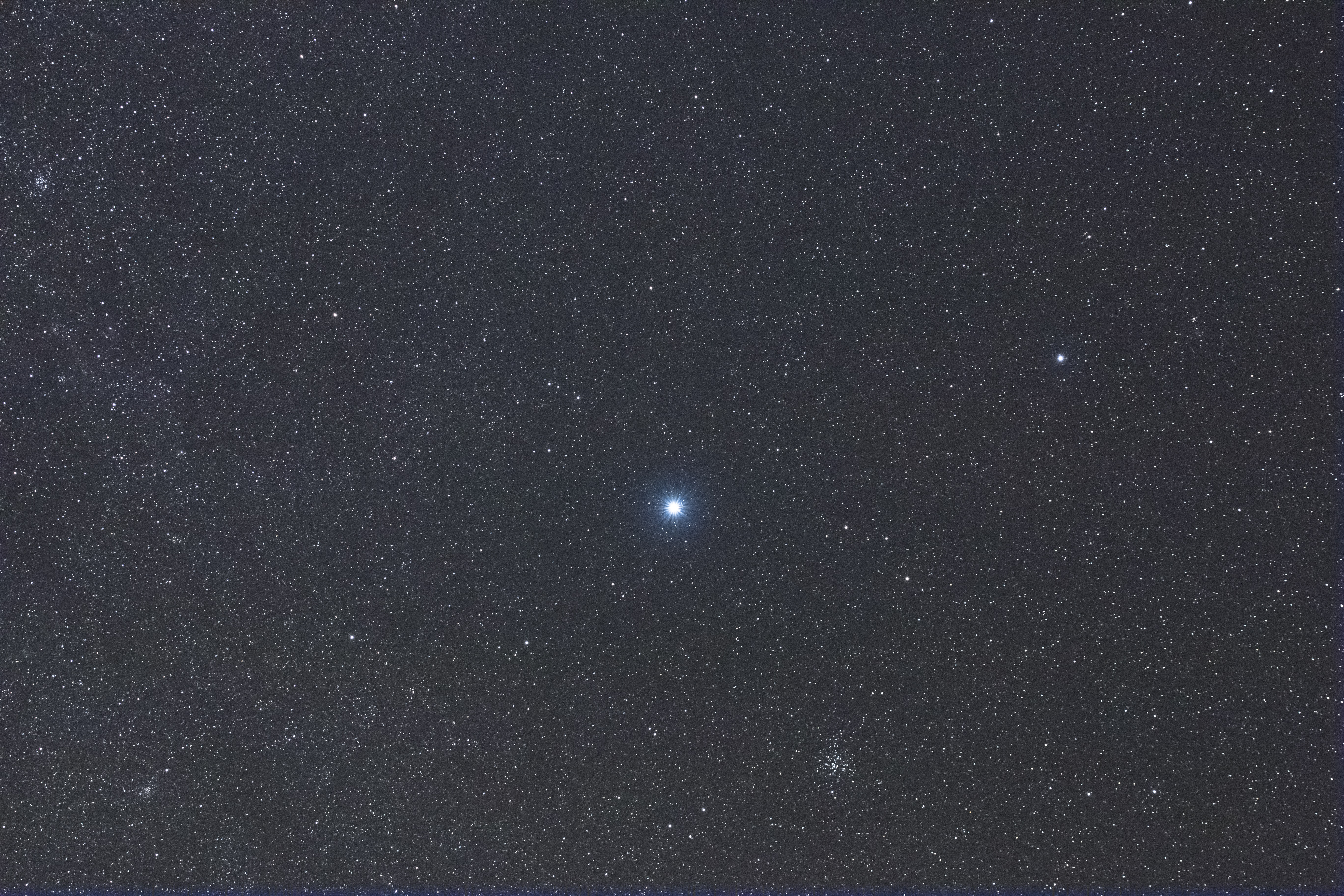
Sirius och M41 (nere till höger), M50 (uppe till vänster), och NGC 2360 (nere till vänster)